# Grip
La grip és una malaltia infecciosa que afecta els ocells i els mamífers provocada pel virus ARN, de la família dels ortomixovírids (els virus de la grip). El terme "grip" deriva del francès gripper ("agafar de sobte") o de l'alemany suís grüpen ("tremolar de fred o de febre"). El nom alternatiu, influença, deriva de l'italià influenza, que significa "influència". En els humans, els símptomes habituals de la malaltia són esgarrifances, febre, faringitis, dolors musculars, mals de cap severs, tos, feblesa i malestar general. En els casos més greus, la grip provoca pneumònia, que pot resultar fatal, especialment en els infants i la gent gran. Tot i que sovint se la confon amb un refredat, la grip és una malaltia molt més greu i és provocada per un tipus de virus diferent. La grip pot causar nàusees i vòmits, especialment en els infants, però aquests símptomes són més característics de la malaltia no relacionada de la gastroenteritis, que a vegades és anomenada "grip estomacal" o "grip de les 24 hores".
Generalment, la grip es transmet de mamífers infectats a través de l'aire per la tos o per esternuts, creant aerosols portadors del virus, i d'ocells infectats a partir dels seus excrements. La grip també es pot transmetre per la saliva, les secrecions nasals, els excrements i la sang. Les infeccions també es poden produir per contacte amb aquests líquids corporals o amb superfícies contaminades. Els virus de la grip poden romandre infecciosos durant aproximadament una setmana a la temperatura del cos humà, fins a trenta dies a 0 °C, i períodes molt més llargs a temperatures molt baixes. La majoria de soques de grip es poden desactivar fàcilment amb desinfectants i detergents.
La grip s'estén arreu del món en epidèmies estacionals, causant la mort de centenars de milers de persones cada any – milions als anys amb pandèmies. Al segle xx es produïren tres pandèmies que mataren desenes de milions de persones; cadascuna d'aquestes pandèmies fou provocada per l'aparició d'una nova soca del virus en els humans. Sovint, aquestes soques noves són el resultat de l'extensió d'un virus de la grip ja existent d'una altra espècie animal als humans. Una soca aviària letal anomenada H5N1 representa el risc més gran d'una nova epidèmia de grip des que començà a matar humans a Àsia a la dècada del 1990. Afortunadament, aquest virus no ha mutat en una forma que s'estengui fàcilment entre les persones
La vacunació contra la grip se sol administrar a la gent dels països desenvolupats i a l'aviram domèstic. La vacuna humana més comuna és la vacuna trivalent de la grip (TIV), que conté material purificat i desactivat de tres soques víriques. Generalment, aquesta vacuna porta material de dos subtipus de virus de la grip A i una soca de virus de la grip B. La TIV no comporta cap risc de contraure la malaltia, i té una reactivitat molt baixa. Una vacuna preparada per un any pot resultar inefectiva l'any següent, car el virus de la grip evoluciona ràpidament i diferents soques esdevenen dominants. Es poden utilitzar medicaments antivírics per tractar la grip, dels quals els inhibidors de la neuraminidasa són relativament eficients.

## Etimologia
El terme "influenza" prové de l'italià i es refereix a la causa de la malaltia; inicialment, es creia que la malaltia es devia a influències astrològiques desfavorables. Els canvis en el pensament mèdic dugueren a la seva modificació en influenza del freddo, que significa "influència del fred". La paraula "grip" és atestada per primer cop en català el 1864, i podria provenir o bé del francès gripper o de l'alemany suís grüpen. Alguns noms arcaics de la grip inclouen "cadarn epidèmic", "malaltia de la suor" i "febre espanyola" (particularment en referència a la soca de la pandèmia del 1918).

## Vies de transmissió
El virus entra per les vies respiratòries a través de les petites gotes de saliva dels esternuts.
Són símptomes habituals de la grip la febre, el mal de cap, el cansament, la tos seca, el mal de coll, la congestió nasal, els esternuts, la irritació d'ulls, el dolor al cos o la sensació de fred.

## Prevenció
S'aconsella la vacunació en persones amb un risc elevat com les d'edat avançada o les debilitades però s'ha de tenir en compte que com el virus muta ràpidament la formulació d'una vacuna només serveix per a un any.
Qui pren cura d'un malalt de grip hauria de seguir les normes higièniques bàsiques per limitar-ne la transmissió. Les més importants són la neteja de mans amb aigua i sabó, neteja del terra i superfície dels mobles amb desinfectants (com aigua amb lleixiu), i la ventilació de la cambra.

## Tipus de virus de la grip

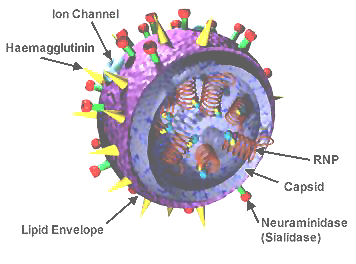
Estructura del virió de la grip. Les proteïnes hemaglutinina (HA) i neuraminidasa (NA) estan a la superfície de la partícula. Els ARN vírics que formen el genoma són mostrats com a hèlixs vermelles dins la partícula i estan units a les proteïnes ribonuclears (RNP).

El virus de la grip és un virus ARN de la família dels ortomixovírids, que inclou cinc gèneres:
- Influenzavirus A
- Influenzavirus B
- Influenzavirus C
- Isavirus
- Thogotovirus

## Estructura, propietats i nomenclatura dels subtipus
Els influenzavirus A, B i C són molt semblants en l'estructura general. La partícula vírica mesura 80-120 nanòmetres de diàmetre i sol ser més o menys esfèrics, tot i que pot haver-hi formes filamentoses.
 Es componen d'un embolcall víric que conté dos tipus de glicoproteïnes, que envolta un nucli central. El nucli central conté el genoma d'ARN del virus, així com altres proteïnes víriques que empaqueten i protegeixen l'ARN. El genoma de la grip A conté onze gens repartits per vuit peces d'ARN, que codifiquen onze proteïnes: hemaglutinina (HA), neuraminidasa (NA), nucleoproteïna (NP), M1, M2, NS1, NS2 (NEP), PA, PB1, PB1-F2 i PB2.
L'hemaglutinina (HA) i la neuraminidasa (NA) són les dues grans glicoproteïnes de l'exterior de les partícules víriques. L'HA és una lectina que mitjança la unió del virus a les cèl·lules diana i l'entrada del genoma víric a la cèl·lula, mentre que la NA té un paper en l'alliberament de la descendència vírica de les cèl·lule infectades, fragmentant sucres que uneixen les partícules víriques madures. Així donc, aquestes proteïnes són l'objectiu dels medicaments antivírics. A més, hi ha antígens contra els quals actuen els anticossos. Els virus de la grip A es classifiquen en subtipus segons la resposta dels anticossos a l'HA i la NA. Aquests tipus diferents de HA i NA són la base de la distinció "H" i "N" en, per exemple, "H5N1". Es coneixen 16 subtipus H i 9 subtipus N, però en els humans només són habituals els tipus H1, H2 i H3 i els tipus N1 i N2.

### Influenzavirus A
Aquest gènere només té una espècie, el virus de la grip A. Els ocells aquàtics salvatges són els hostes naturals d'una gran varietat de virus de la grip A. A vegades, els virus es transmeten a altres espècies, i poden causar brots devastadors en l'aviram domèstic o provocar pandèmies de la grip humana.
Els virus de tipus A són els patògens més virulents pels humans entre els tres tipus de grip i causen la malaltia més greu. El virus de la grip A es pot subdividir en diferents serotips segons la resposta dels anticossos a aquests virus. Els serotips que han estat confirmats en humans, ordenats pel nombre de morts humanes que han provocat, són:
- H1N1, que causà la grip espanyola el 1918, i la grip porcina el 2009
- H2N2, que causà la grip asiàtica el 1957
- H3N2, que causà la grip de Hong Kong el 1968
- H5N1, una amenaça de pandèmia a la temporada gripal 2007-2008
- H7N7, que té un potencial zoonòtic inusual[28]
- H1N2, endèmic dels humans i els porcs
- H9N2
- H7N2
- H7N3
- H10N7

El 2009, un virus de la grip recombinant derivat en part d'H1N1 fou detectat per primera vegada a Mèxic i els Estats Units (vegeu Brot de grip per A(H1N1) de 2009).

### Influenzavirus B
Aquest gènere només té una espècie, el virus de la grip B. La grip B infecta gairebé exclusivament els humans i és menys comuna que la grip A. Els únics altres animals que se sap que són susceptibles a la infecció per grip B són les foques i les fures. Aquest tipus de grip muta a una velocitat 2-3 vegades inferior a la del tipus A de manera que té una menor diversitat genètica, amb només un serotip. Com a resultat d'aquesta manca de diversitat antigènica, se sol adquirir un cert grau d'immunitat a la grip B a una edat primerenca. Tanmateix, la grip B muta prou com per fer impossible una immunitat permanent. Aquesta velocitat baixa de canvi antigènic, juntament amb la seva varietat limitada d'hostes (que inhibeix el canvi antigènic entre espècies), impedeix que es produeixin pandèmies de grip B.

Diagrama de la nomenclatura d'un virus de la grip (per un virus de la grip de Fujian.

### Influenzavirus C
Aquest gènere només té una espècie, el virus de la grip C, que infecta humans, gossos i porcs, causant a vegades malalties greus i epidèmies locals. Tanmateix, la grip C és menys comuna que la resta de tipus i habitualment només causa malalties lleus als infants.

## Història

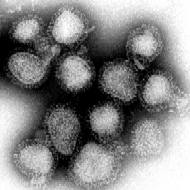
El virus de la grip que provocà la grip espanyola (a uns 100.000 augments).

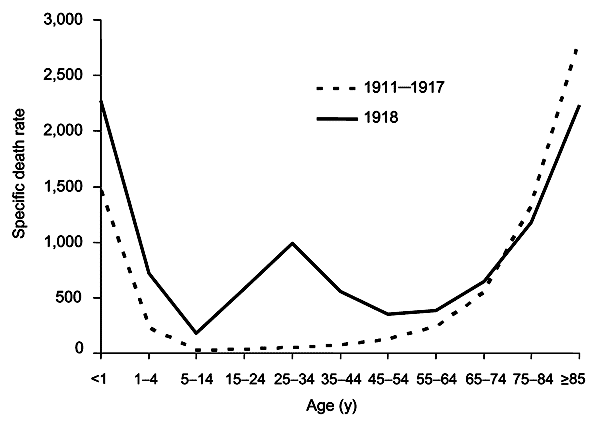
La diferència entre les distribucions de mortalitat per edat de l'epidèmia del 1918 i de les epidèmies normals. Es mostren les morts per cada 100.000 persones a cada franja d'edat als Estats Units, pels anys interpandèmics (1911-1917, línia discontínua) i per l'any de la pandèmia (1918, línia contínua).

Els símptomes de la grip humana foren descrits clarament per Hipòcrates fa uns 2.400 anys. Des d'aleshores, el virus ha provocat nombroses pandèmies. Les dades històriques sobre la grip són difícils d'interpretar, car els símptomes poden assemblar-se als d'altres malalties, com ara la diftèria, la pesta pneumònica, la febre tifoide, el dengue o el tifus. El primer registre convincent d'una pandèmia de grip fou un brot produït el 1580, que començà a Rússia i s'estengué a Europa via Àfrica. A Roma hi moriren gairebé 8.000 persones, i la població d'algunes ciutats espanyoles quedà gairebé exterminada. Les pandèmies continuaren esporàdicament al llarg dels segles xvii i XVIII; la pandèmia de 1830-1833 fou particularment estesa, afectant aproximadament un quart de la gent exposada.
El brot més cèlebre i letal fou l'anomenada pandèmia de la grip espanyola (grip de tipus A, subtipus H1N1), que durà entre el 1918 i el 1919. Es desconeix exactament quanta gent morí, però s'estima el nombre de morts en entre 20 i 100 milions de persones. Aquesta pandèmia ha estat descrita com "l'holocaust mèdic més gran de la història" i podria haver mort tanta gent com la pesta negra. Aquesta mortalitat tan desproporcionada fou provocada per una taxa d'infecció extremament alta de fins al 50% i per l'extrema gravetat dels símptomes, que se sospita que era causada per tempestes de citocines. En efecte, els símptomes de la grip del 1918 eren tan inusuals que al principi la malaltia fou diagnosticada erròniament com a dengue, còlera o febre tifoide. Un observador escrigué: "Una de les complicacions més sorprenents eren les hemorràgies de les membranes mucoses, especialment del nas, l'estómac i l'intestí. També es produïen dessagnament per les orelles i hemorràgies petequials a la pell." La majoria de morts es degueren a pneumònia bacteriana, una infecció secundària causada per la grip, però el virus també matà gent directament, provocant hemorràgies massives i edemes pulmonars.
La pandèmia de grip espanyola fou realment global, estenent-se fins i tot a l'Àrtida i a remotes illes del Pacífic. Aquesta malaltia particularment greu matà entre el 2% i el 20% dels infectats, en contrast amb la taxa de mortalitat més habitual del 0,1%. Una altra característica inusual d'aquesta pandèmia és que matà principalment adults joves; el 99% de les morts per grip pandèmica es produïren en els menors de 65 anys, i més de la meitat en adults joves d'entre vint i quaranta anys. Això és rar, car la grip sol ser més perillosa per la gent molt jove (de menys de 2 anys) o molt gran (més de 70). Es desconeix la mortalitat total de la pandèmia de 1918-1919, però es calcula que morí entre el 2,5% i el 5% de la població mundial. Durant les 25 primeres setmanes podrien haver mort fins a 25 milions de persones; en contrast, la sida ha mort 25 milions de persones en els seus primers 25 anys.
Les pandèmies de grip posteriors no foren tan devastadores. En són exemples la grip asiàtica del 1957 (tipus A, soca H2N2) i la grip de Hong Kong del 1968 (tipus A, soca H3N2), però fins i tot aquests brots més petits mataren milions de persones. En pandèmies posteriors es disposava d'antibiòtics per controlar les infeccions secundàries, i això pot haver contribuït a reduir-ne la mortalitat en comparació amb la grip asiàtica del 1918.
| Nom de la pandèmia    | Data        | Morts          | Subtipus          | Índex de gravetat de pandèmies |
| --------------------- | ----------- | -------------- | ----------------- | ------------------------------ |
| Grip asiàtica (russa) | 1889 – 1890 | 1 milió        | possiblement H2N2 | ?                              |
| Grip espanyola        | 1918 – 1920 | 20-100 milions | H1N1              | 5                              |
| Grip asiàtica         | 1957 – 1958 | 1-1,5 milions  | H2N2              | 2                              |
| Grip de Hong Kong     | 1968 – 1969 | 0,75-1 milió   | H3N2              | 2                              |
| SARS                  | 2003 – 2004 | 774            |                   |                                |
| Grip A                | 2009–       | 5.712          | H1N1              | 6                              |

La causa etiològica de la grip, la família vírica dels ortomixovírids, fou descoberta inicialment en porcs per Richard Shope el 1931. Aquest descobriment fou seguit aviat per l'aïllament del virus d'humans per part d'un grup encapçalat per Patrick Laidlaw del Medical Research Council del Regne Unit el 1933. Tanmateix, no fou fins que Wendell Stanley aconseguí cristal·litzar el virus del mosaic del tabac el 1935 que s'aprecià la naturalesa subcel·lular dels virons.

Els diversos tipus de virus de la grip en els humans. Els quadres sòlids indiquen l'aparició d'una nova soca, provocant pandèmies recurrents. Les línies discontínues indiquen identificacions incertes de soques.

El primer pas significatiu vers la prevenció de la grip fou el desenvolupament el 1944 d'una vacuna amb el virus mort per part de Thomas Francis Jr.. Es basava en el treball de l'australià Frank Macfarlane Burnet, que demostrà que el virus perdia virulència quan se'l cultivava en ous de gallina fertilitzats. L'aplicació d'aquesta observació per part de Francis permeté al seu grup d'investigadors de la Universitat de Michigan desenvolupar la primera vacuna de la grip, amb el suport de l'Exèrcit dels Estats Units. L'Exèrcit es comprometé en aquesta investigació a causa de la seva experiència amb la grip durant la Segona Guerra Mundial, quan milers de tropes foren mortes pel virus en qüestió de mesos.
Tot i que hi hagué alarmes a l'estat de Nova Jersey el 1976 (amb una soca de la grip porcina), arreu del món el 1977 (amb la grip russa), i a Hong Kong i altres països asiàtics el 1997 (amb la grip aviària H5N1), no hi ha hagut pandèmies de rellevància des de la grip de Hong Kong del 1968. La immunitat a soques de grip pandèmiques anteriors i la vacunació poden haver limitat l'extensió del virus i contribuït a evitar més pandèmies.